# Neue Pfarrkirche Weerberg

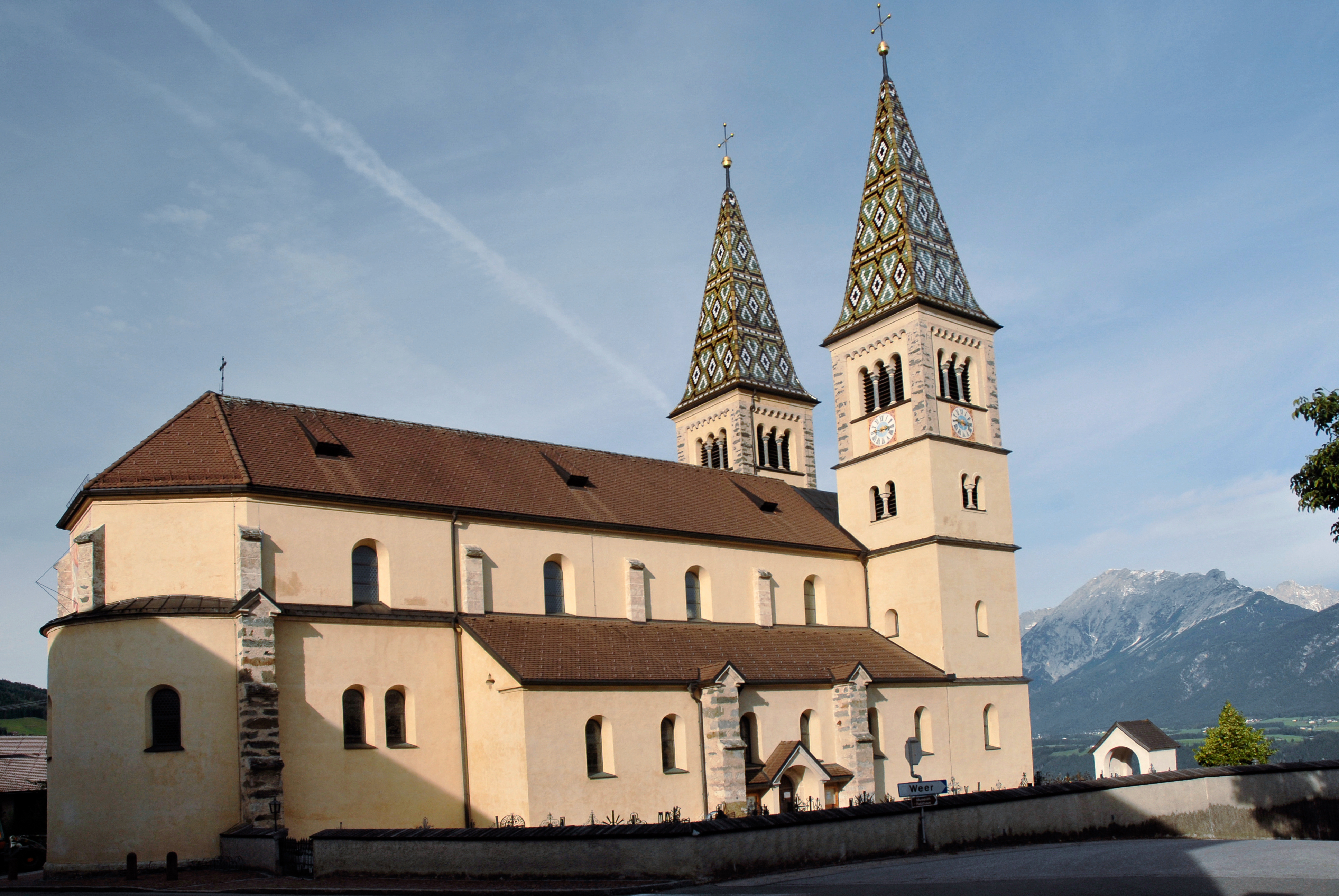
Neue Pfarrkirche Mariä Empfängnis in Weerberg

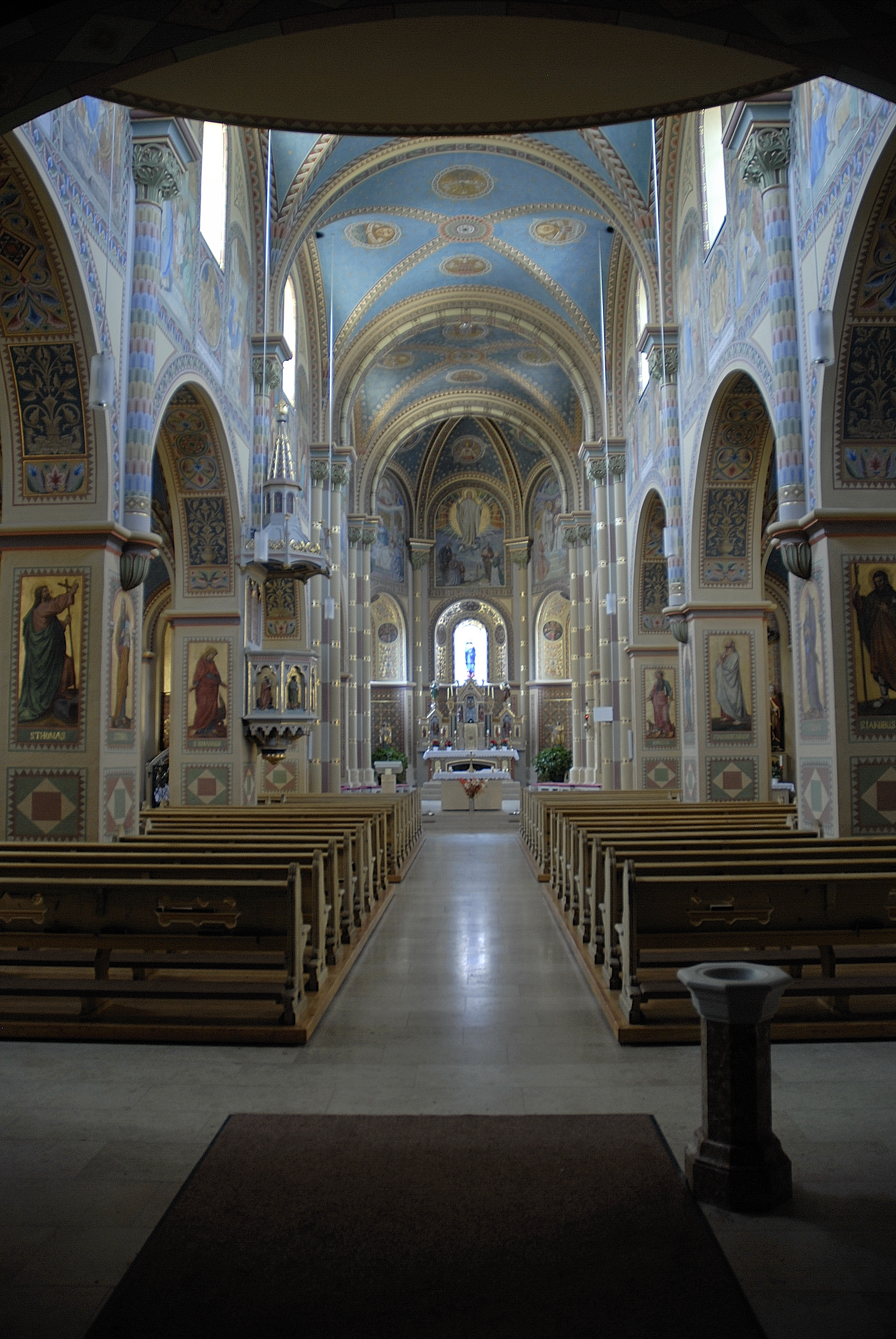
Langhaus, Blick zum Chor

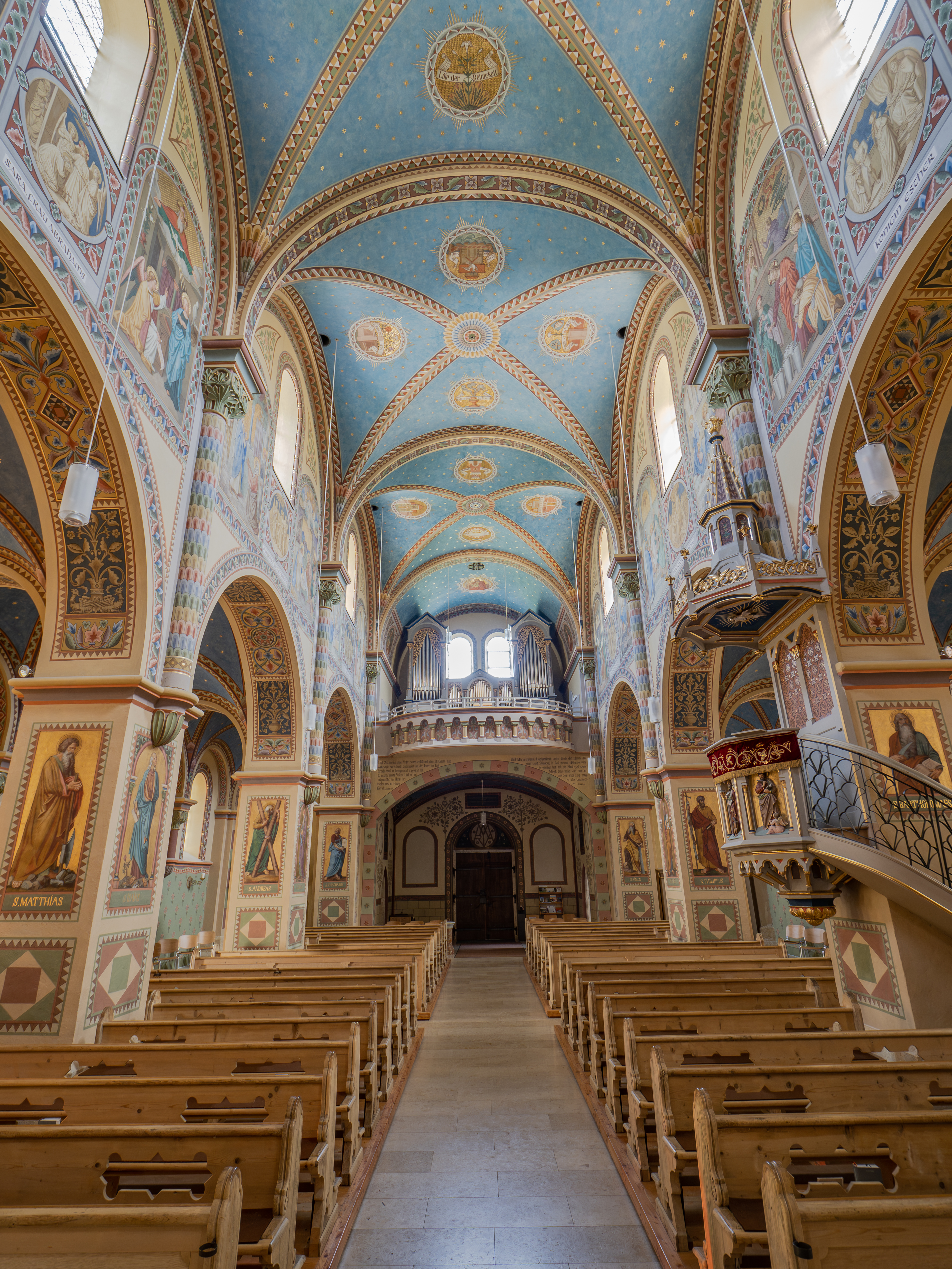
Blick zur Empore

Die römisch-katholische Neue Pfarrkirche Weerberg steht im Dorf der Gemeinde Weerberg im Bezirk Schwaz im Bundesland Tirol. Die dem Patrozinium Mariä Empfängnis unterstellte Pfarrkirche gehört zum Dekanat Schwaz in der Diözese Innsbruck. Die Kirche und der Friedhof stehen unter Denkmalschutz (Listeneintrag).

## Geschichte
Die Kirche mit ihrer markanten Doppelturmfassade wurde von 1856 bis 1872 im neuromanischen Basilika-Stil nach den Plänen des Architekten und Baumeisters Josef Vonstadl erbaut.

## Architektur
Der Kirchenbau ist von einem Friedhof umgeben. Die Nordfront der dreischiffigen Kirche hat zwei Türme mit Pyramidenhelmen. Das Westportal aus dem 16. Jahrhundert wurde von der Alten Pfarrkirche hierher übertragen.
Das Kircheninnere ist ganzflächig nazarenisch und neuromanisch bemalt. Die Fresken schuf Philipp Schumacher und die Dekoration Franz Ertl von 1872 bis 1880, im Chor an den Wänden Tod Mariens, das Volk betet zu Maria und Maria Krönung, im Langhaus 16 Szenen aus dem Marienleben und zu den Vorbildern Mariens, in der östlichen Turmhalle Christus trägt das Kreuz, am südlichen Ende des östlichen Seitenschiffes Segnender Christus. Franz Pernlochner malte 1877 an den Freipfeilern Apostel. Die Glasfenster zeigen mit der Malerei die Kreuzwegstationen.

## Einrichtung
Der Hochaltar und die Kanzel sind neuromanisch. Im Ostschiff befindet sich ein Kriegerdenkmal als Bild gemalt von Toni Kirchmayr 1922.
Die Orgel baute Josef Aigner 1870. Eine Glocke nennt Nicol de la Marche 1659.